# Zêta point suscrit
Cette page contient des caractères spéciaux ou non latins. S’ils s’affichent mal (▯, ?, etc.), consultez la page d’aide Unicode.
Zêta point suscrit (capitale: Ζ̇, minuscule: ζ̇) est une lettre additionnelle grecque, utilisée dans l’alphabet grec albanais des Arvanites au XIXe siècle. Il s’agit de la lettre Ζ diacritée d’un point suscrit.

## Représentations informatiques
Le zêta point suscrit peut être représente avec les caractères Unicode suivants (grec et copte, diacritiques):
| formes    | représentations | chaînes de caractères | points de code | descriptions                                            |
| --------- | --------------- | --------------------- | -------------- | ------------------------------------------------------- |
| capitale  | Ζ̇               | Ζ◌̇                    | U+0396 U+0307  | lettre majuscule grecque zêta diacritique point suscrit |
| minuscule | ζ̇               | ζ◌̇                    | U+03B6 U+0307  | lettre minuscule grecque zêta diacritique point suscrit |